# Teúrgia
Teúrgia (del grec θεουργία) és una pràctica ritual màgico-religiosa de l'Antiga Grècia que té la intenció d'invocar l'acció o evocar la presència d'un o més déus, especialment amb l'objectiu d'unificar-se amb el diví, aconseguir l'henosi i perfeccionar-se un mateix.

## Neoplatonisme i rituals
Teúrgia significa «treball diví». El primer ús registrat del terme es troba en el l'obra del neoplatonisme de la segona meitat del segle ii titulada Oracles Caldeus, escrit per un caldeu hel·lenitzat durant el regnat de Marc Aureli (Fragment 153 des Places (París, 1971): 'Els teúrgics no cauen sota el destí dels ramats'. La font de la teúrgia de la cultura occidental es pot trobar en la filosofia del neoplatonisme tardà especialment en el filòsof Iàmblic de Calcis. Altres teúrgics cèlebres van ser: l'emperador Julià l'Apòstata, Procle i Sirià d'Alexandria. Procle, per exemple, defineix la teúrgia com «un poder superior a tota la saviesa humana, que inclou els poders de l'endevinació, els poders purificadors de la iniciació i totes les formes de possessió divina». Una possible definició seria la d'una màgia amb una finalitat religiosa, revelada per una persona investida religiosament.
En un ritual teúrgic la divinitat es pot manifestar de dues maneres: l'oficiant la contempla desplaçant-se del seu cos i quan arriba al cel veu la divinitat i torna per parlar del que ha vist, o bé la divinitat baixa a la terra i s'apareix al teürg en un somni o quan està despert. De vegades la divinitat es manifesta a través d'un mèdium, de la flama d'una espelma o de l'aigua d'un bol.
Un altre tipus de màgia és l'anomenada goeteia (γοητεία), una paraula més propera a «bruixeria» o «fetilleria», i se suposa que té connotacions negatives. La teúrgia és un exercici superior, i es creu que reflecteix la divergència dels diversos grups d'aquesta creença per distingir la seva capacitat de fer màgia de les formes inferiors que realitzen els bruixots i els que practiquen la goeteia, perquè aquesta paraula podia designar també a un malabarista o a un xarlatà.
Els filòsofs interessats amb la màgia s'anomenaven a ells mateixos teürgs. Plotí diu que la teúrgia vol demostrar la interconnexió a l'univers, i usa les forces que flueixen entre totes les coses per tenir contacte amb elles.
Cap al final del període hel·lenístic els rituals d'invocació eren molt complexos. S'invocava un poder diví pel seu nom, que podia ser diferent d'aquell que era habitual, però amb el nom del deu o de la deessa no n'hi havia prou: s'acompanyava pels diversos epítets que es podien aplicar a la divinitat (ἀρεταλογία 'aretalogia'), i aquestes llistes havien de ser el més completes possible, ja que l'omissió d'un epítet podia portar desgràcia. De vegades incloïa una petició concreta per part de l'oficiant.
En l'actualitat alguns moviments esotèrics han recuperat aquesta pràctica, per exemple ho va fer Aleister Crowley.